# Aeroporto di Huambo-Albano Machado
L'Aeroporto di Albano Machado, indicato anche come Aeroporto di Huambo, (IATA: NOV, ICAO: FNHU) è un aeroporto angolano posizionato alla periferia sud est di Huambo, capoluogo dell'omonima provincia.
La struttura, già indicata come Aeroporto di Nova Lisboa (Nuova Lisbona) fino all'indipendenza dell'Angola, è posta all'altitudine di 1 355 m s.l.m. (5 446 ft), costituita da un terminal, un edificio di servizio che integra la torre di controllo e da una pista con superficie in asfalto, lunga 2 660 m e larga 45 m (8 727 x 148 ft) e orientamento 11/29, equipaggiata con dispositivi di illuminazione di assistenza all'atterraggio.
L'aeroporto, riaperto nell'agosto 2011 dopo una serie di lavori di ammodernamento, è di proprietà del governo angolano, effettua servizio esclusivamente diurno ed è aperto al traffico commerciale.

## Incidenti
- 3 settembre 1970. Il Douglas DC-3 marche G-AVPW operato da Hunting Surveys rimase danneggiato da un incendio scoppiato a bordo dopo il decollo dall'aeroporto. Le indagini accertarono che la causa fu un malfunzionamento dell'impianto idraulico il quale causò il danneggiamento dei serbatoi di combustibile. Il velivolo riuscì a fare un atterraggio di emergenza all'Aeroporto di Luanda-4 de Fevereiro di Luanda, quindi dopo la sua riparazione rimesso in servizio.[4]
- 14 settembre 2011. Un Embraer EMB 120 della Força Aérea Nacional Angolana, l'aeronautica militare dell'Angola, in volo con destinazione Aeroporto di Luanda-4 de Fevereiro, precipita poco dopo il decollo. Nell'incidente muoiono 17 delle 23 persone a bordo, dei quali 11 militari di cui 3 generali dell'Exército (Esercito).[3]